# Used to You/Potrei abituarmi
Used to You/Potrei abituarmi è un singolo della cantante italiana Annalisa, pubblicato il 12 agosto 2016 come terzo estratto dal quinto album in studio Se avessi un cuore.

## Descrizione
Si tratta di una versione italo-inglese dei brani Used to You e Potrei abituarmi. Il primo, che chiude l'album, è stato composto dalla cantante britannica Dua Lipa appositamente per Annalisa, la quale ha composto la corrispettiva versione in lingua italiana. Riguardo alla collaborazione con Dua Lipa, Annalisa ha dichiarato:

## Video musicale
Il videoclip di Used to You, per la regia di Claudio Zagarini, è stato pubblicato l'11 agosto attraverso il canale YouTube della Warner Music Italy.

## Tracce
1. Used to You/Potrei abituarmi – 3:18

## Formazione
Musicisti
- Annalisa – voce
- Fabrizio Ferraguzzo – chitarra elettrica
- Riccardo "Deepa" Di Paola – sintetizzatore, drum machine
- Donato Romano – programmazione aggiuntiva

Produzione
- Fabrizio Ferraguzzo – produzione
- Donato Romano – registrazione, missaggio
- Gianmarco Manilardi – editing
- Antonio Baglio – mastering